# آر أن إيه نووي صغير

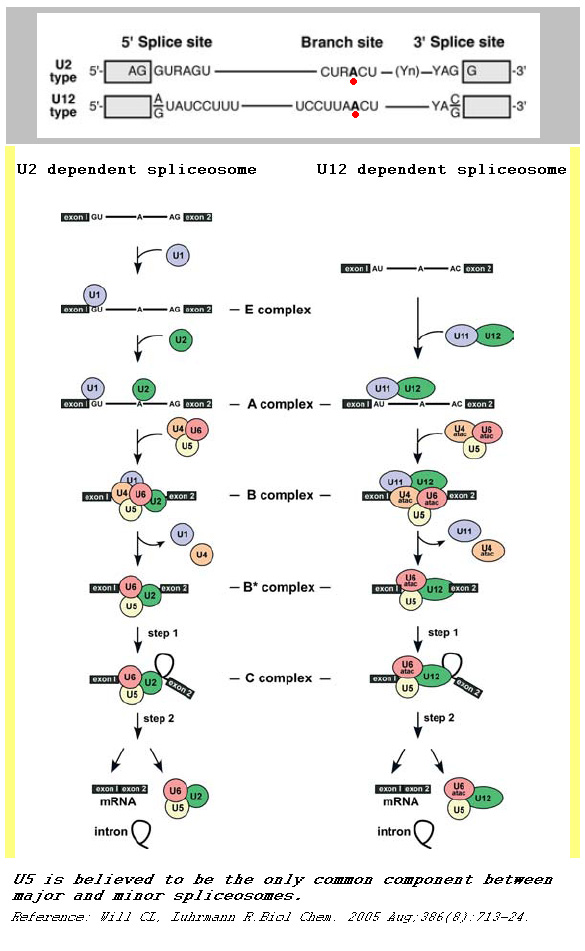

الحمض النووي الريبوزي الصغير النووي أو الرنا الصغير النووي (بالإنجليزية: Small nuclear ribonucleic acid اختصاراً snRNA)‏ هو فئة من جزيئات الحمض النووي الريبوزي الصغير الموجود داخل أنوية الخلايا الحقيقية. ينسخ هذا النوع بواسطة بوليميراز الحمض النووي الريبوزي 2 أو بوليمراز الحمض النووي الريبوزي 3، ويشارك في مجموعة من العمليات الهامة مثل ربط الحمض النووي (RNA splicing، إزلة introns من hnRNA)، تنظيم عوامل النسخ 7SK RNA أو بوليمراز الحمض النووي 2 (B2 RNA) والحفاظ على التيلومير.
يرتبط الآر إن إيه الصغير النووي دائما مع بروتينات محددة مكونة مجموعات تشير إلى مركبات الريبونيوكليوبروتين (snRNP)، الغنية بحامض الريبونيوكليك.

## وصلات خارجية
- Small+Nucleolar+RNA في المكتبة الوطنية الأمريكية للطب نظام فهرسة المواضيع الطبية (MeSH).

- Small+Nuclear+RNA في المكتبة الوطنية الأمريكية للطب نظام فهرسة المواضيع الطبية (MeSH).